# 奥田千春
奥田 千春（おくだ ちはる、慶応4年8月1日（1868年9月16日） - 1949年（昭和24年）6月18日）は、明治から昭和時代前期の日本の政治家。旭川市長。

## 経歴・人物
伊勢国（現・三重県）に生まれる。大蔵省から逓信省に転じ、1893年（明治26年）旭川郵便電信局長となる。鉄道敷設運動に尽力し、上川郡旭川町長を経て、市制施行後の1929年（昭和4年）より旭川市長を務めた。市内の電話網の構築などに尽力した。

## 親族
- 三男：奥田三郎（教育学者、北海道大学教授）[3]